# 鲁迅故里
鲁迅故里位于中华人民共和国浙江省绍兴市越城区鲁迅中路，是绍兴市一个历史文化街区，包括鲁迅祖居（周家老台门）、鲁迅故居（周家新台门，含百草园、魯迅筆下风情园）、三味书屋、紹興鲁迅紀念馆以及土谷寺和绍兴古玩城。作家鲁迅于1881年在此出生并成长直至1898年离开。
鲁迅故里在1988年以「绍兴鲁迅故居」之名入選第三批全国重点文物保护单位，包含鲁迅祖居、鲁迅故居、三味书屋，搭配绍兴地方文化，是国家5A级旅游景区。
鲁迅祖居（周家老台门）在鲁迅故居东侧，坐北朝南，占地2400平方米。
鲁迅故居（周家新台门）位于绍兴鲁迅中路229号，坐北朝南，占地580平方米，共六进，后园即百草园。百草园旁辟有鲁迅笔下风情园，在故居与祖居之间建有绍兴鲁迅纪念馆。
三味书屋是寿家台门东面的一排平房，与鲁迅祖居隔河相望，约35平方米。故居西侧还有咸亨酒店等景观。

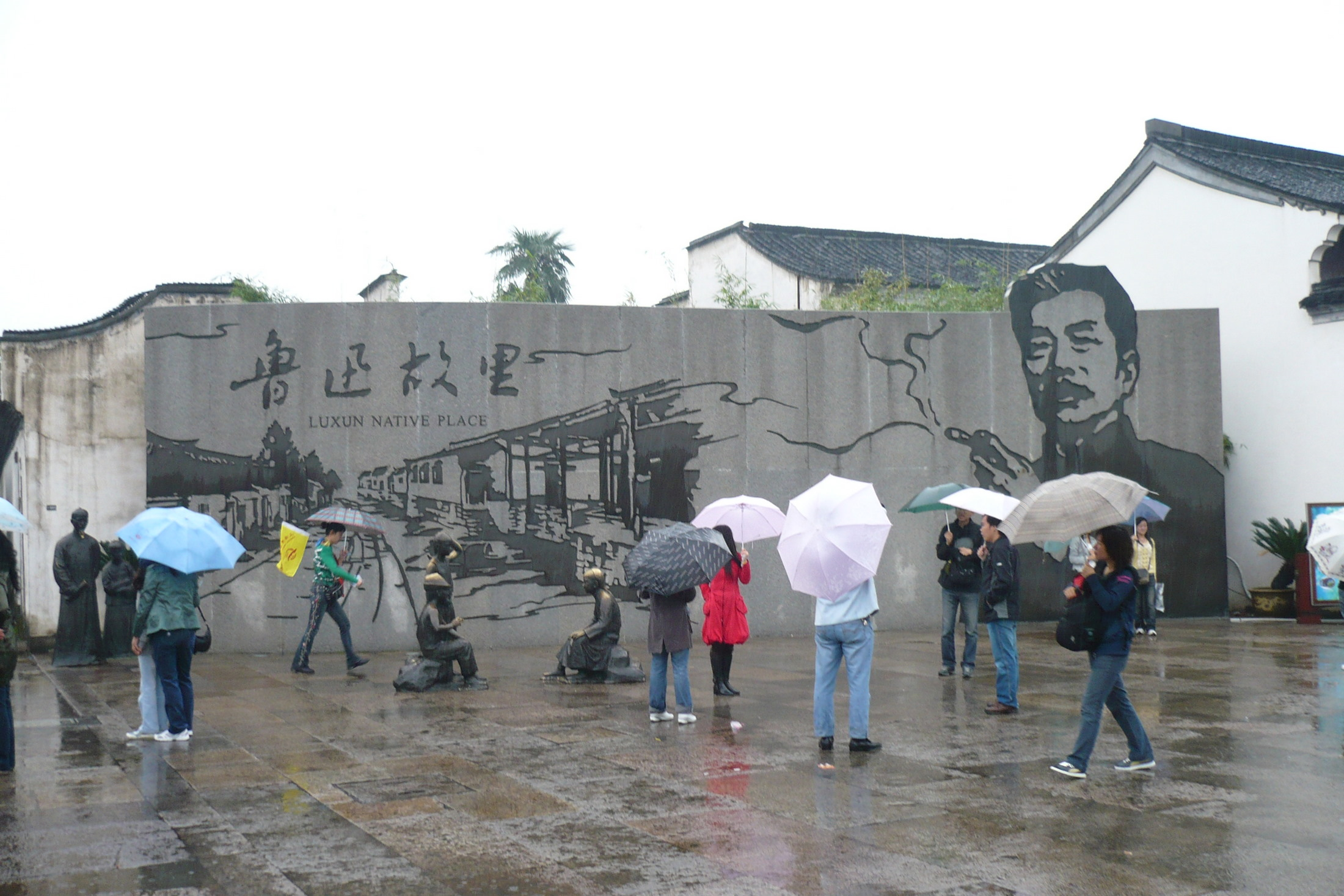
鲁迅故里
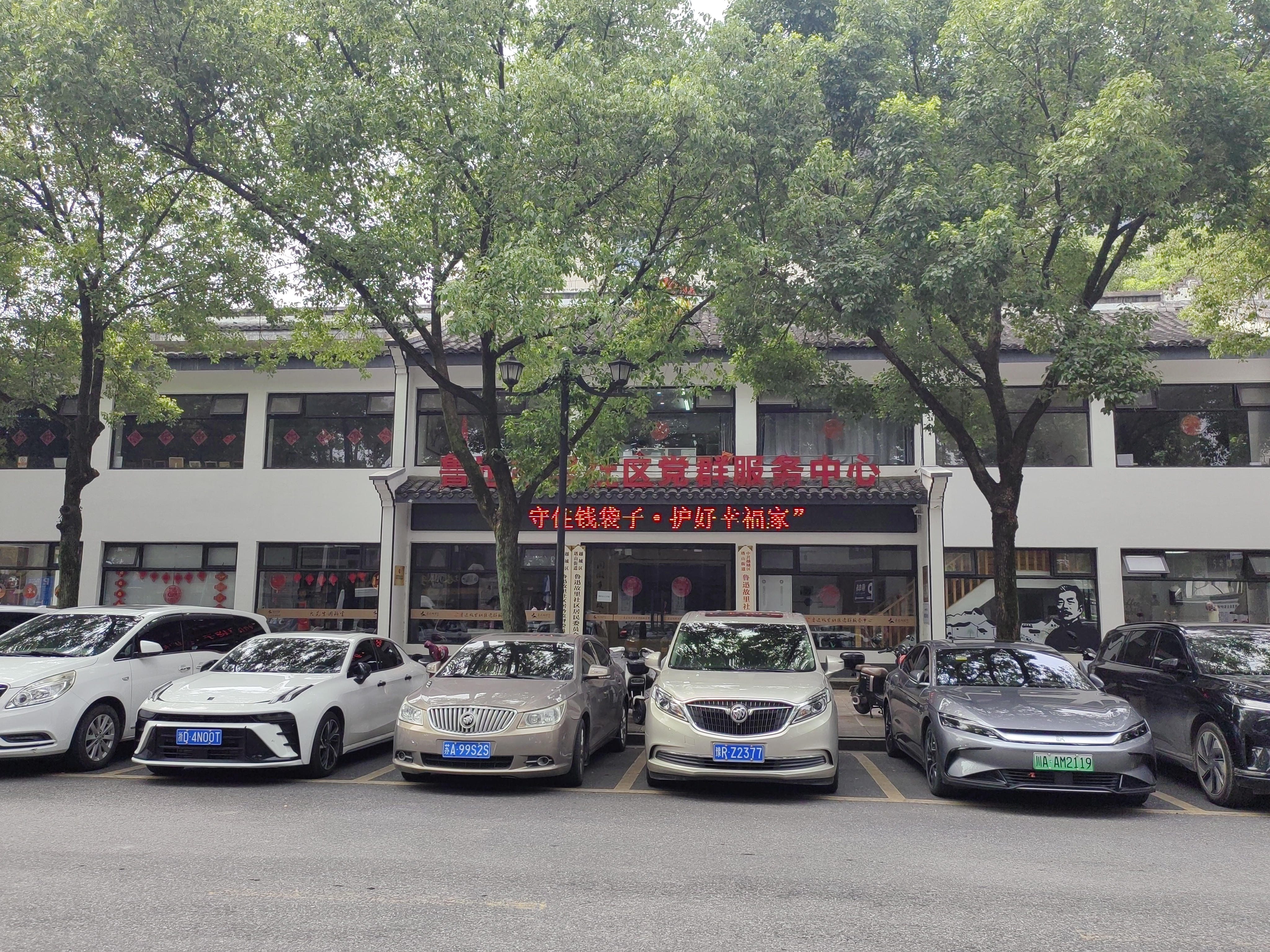
鲁迅故里在行政區劃上隸屬鲁迅故里社区，圖為該社区的居民委员会
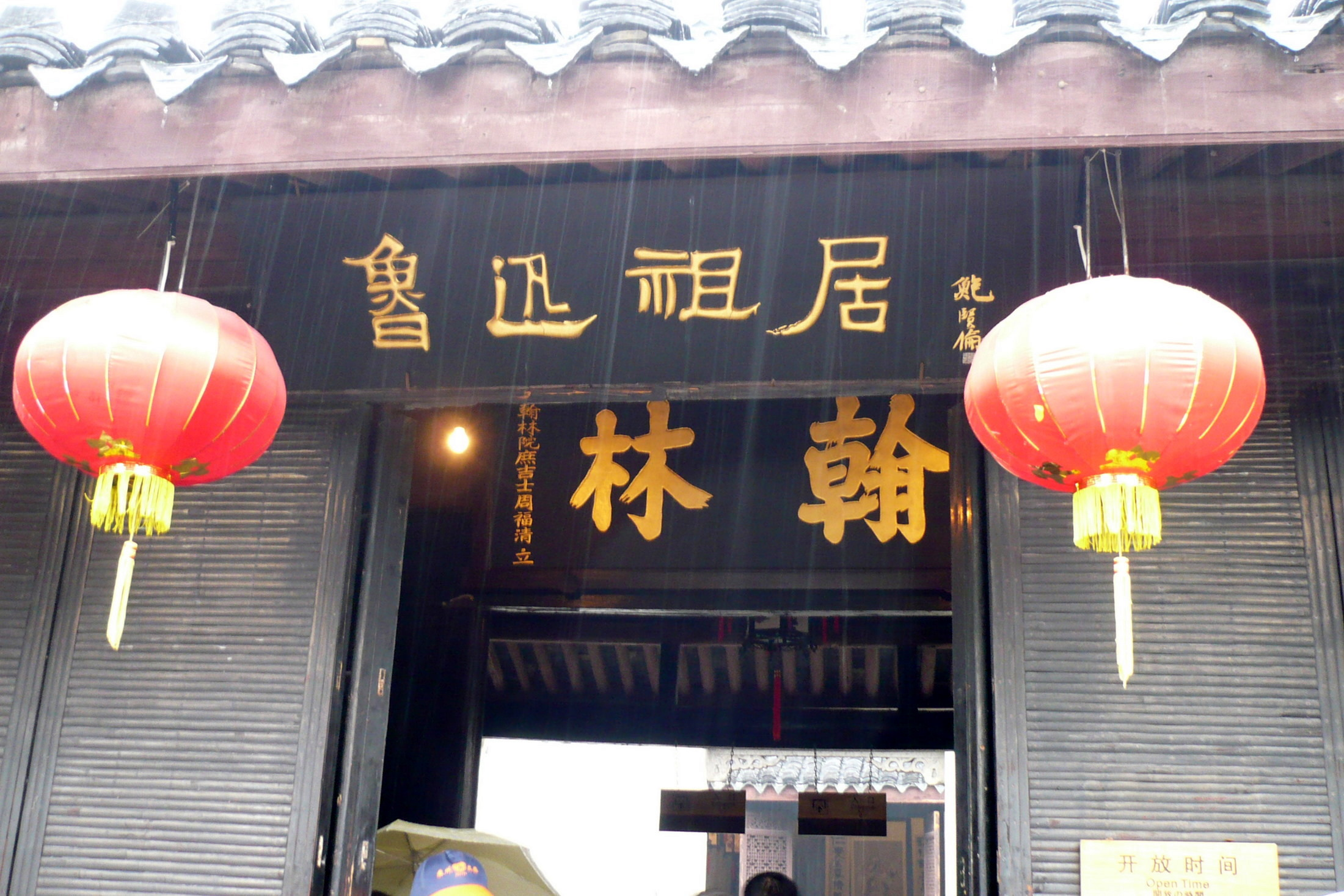
鲁迅祖居
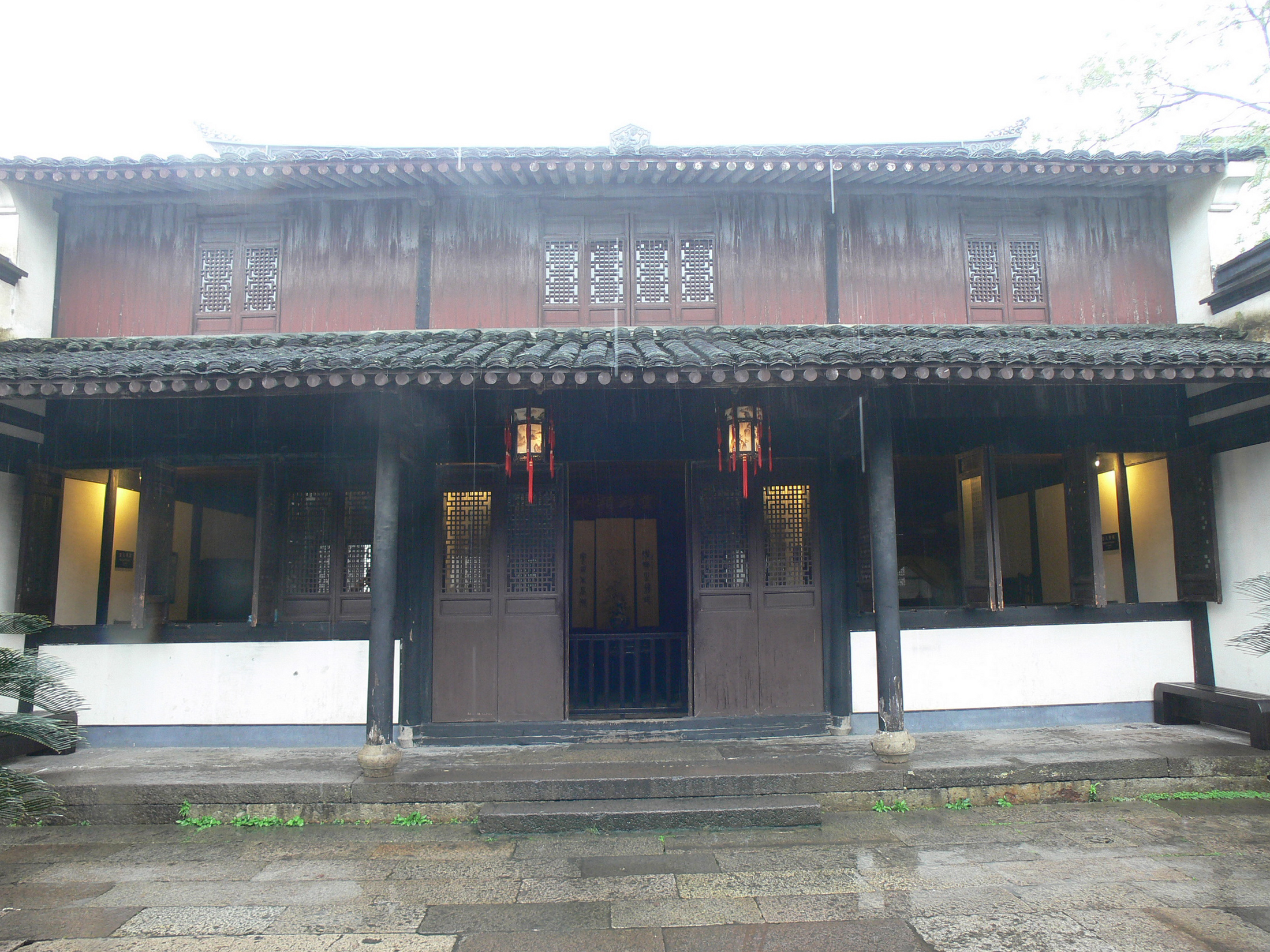
鲁迅祖居中的座楼
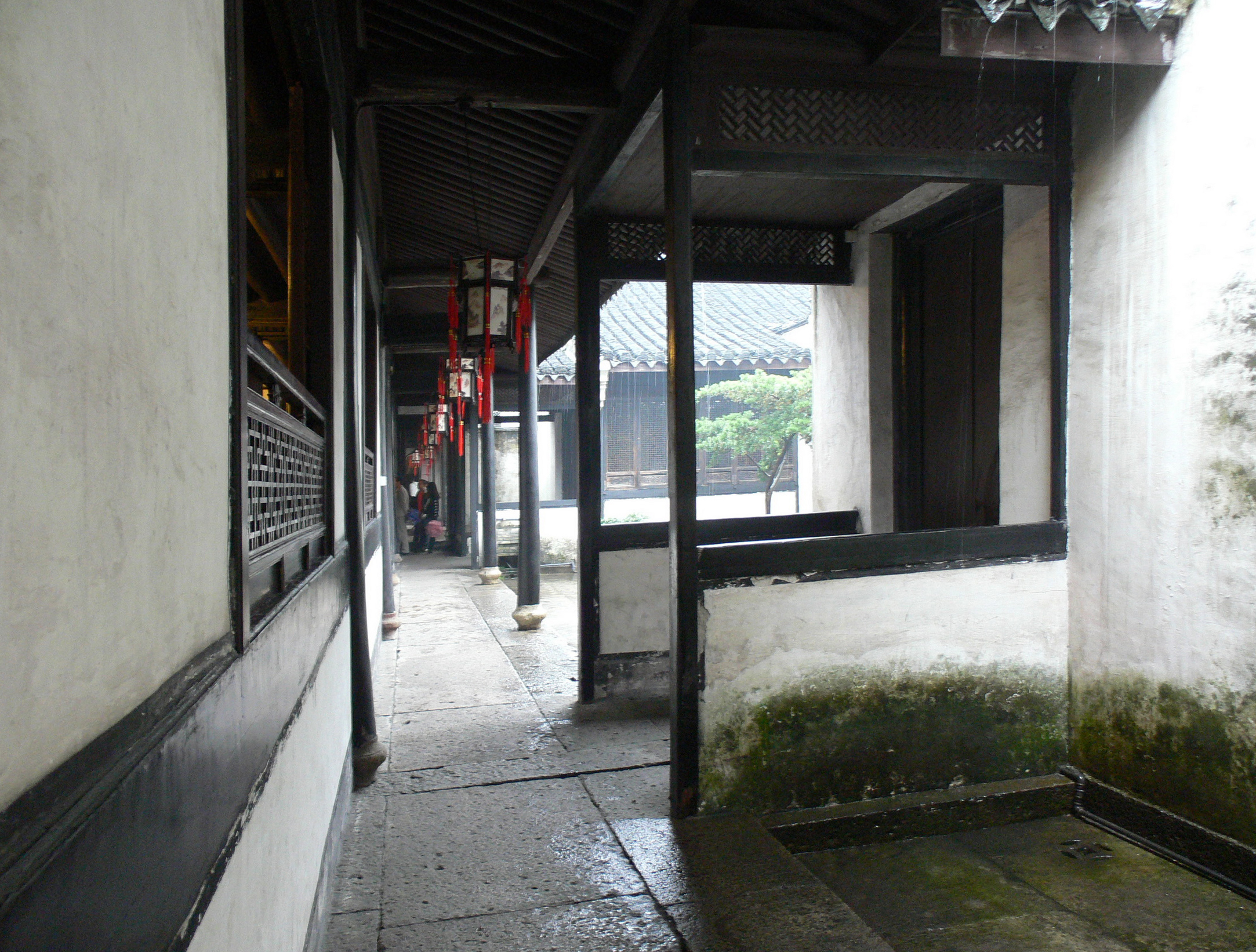
鲁迅祖居一隅
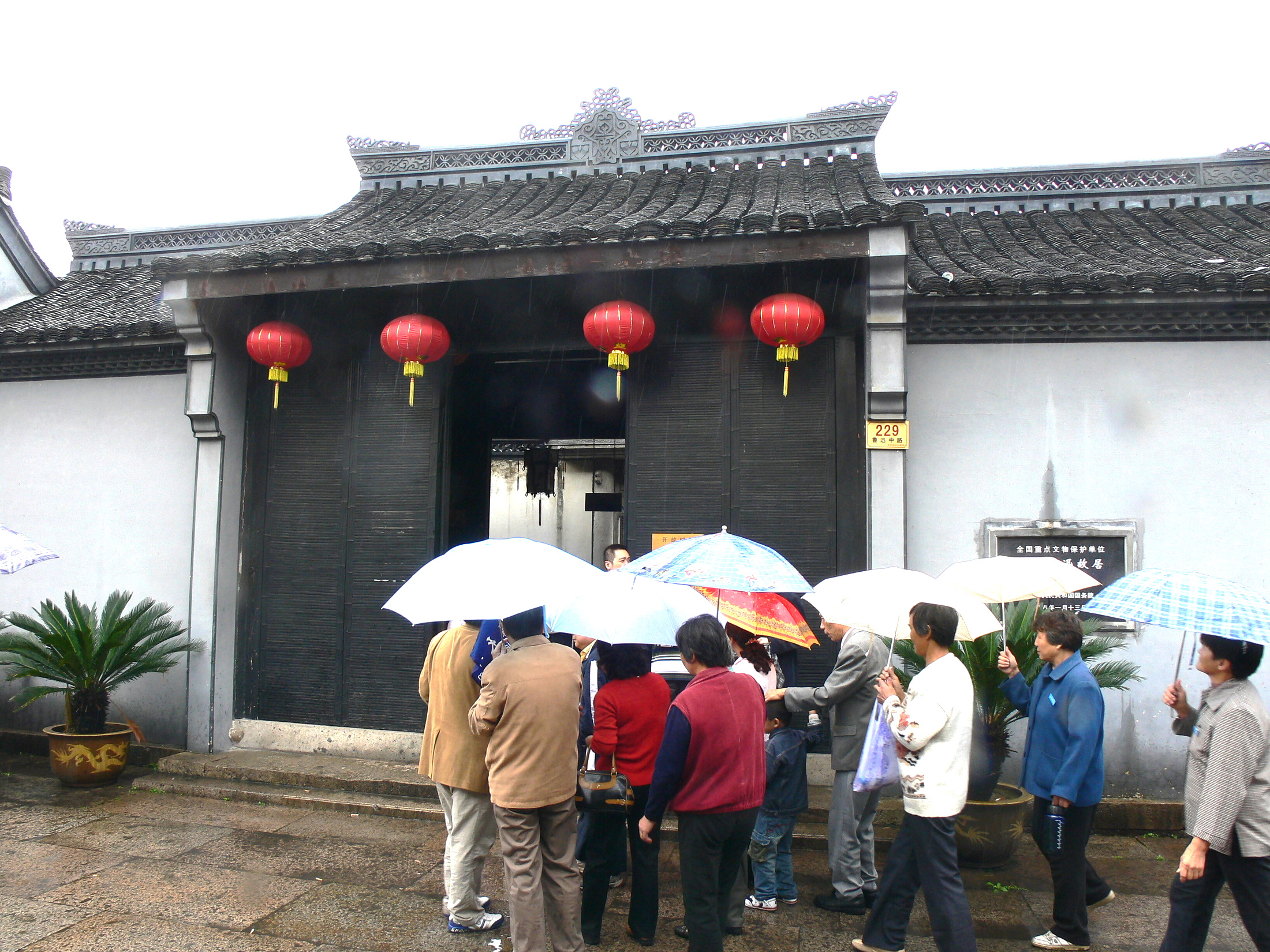
鲁迅故居周家新台门（鲁迅中路229号）
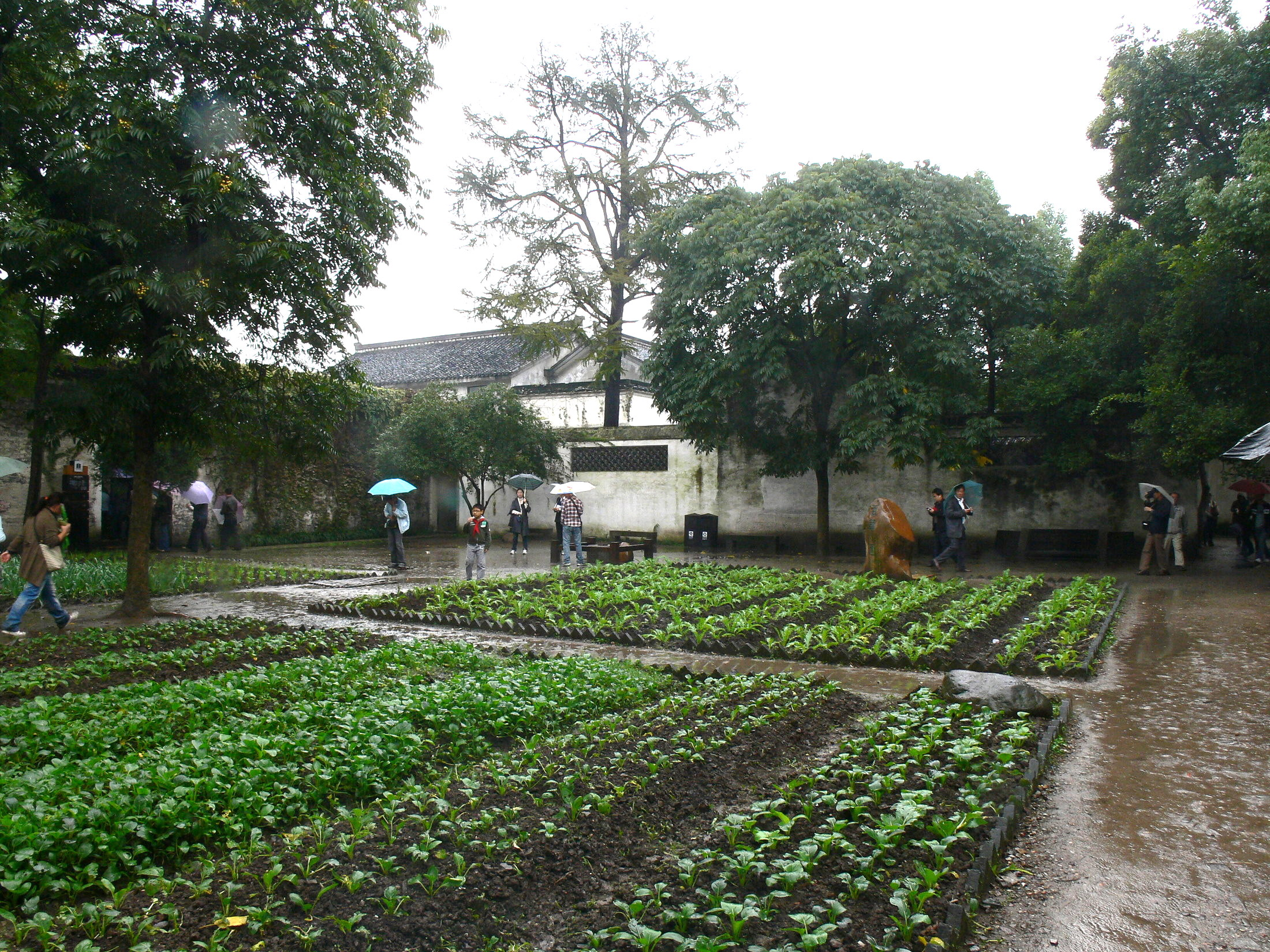
百草园
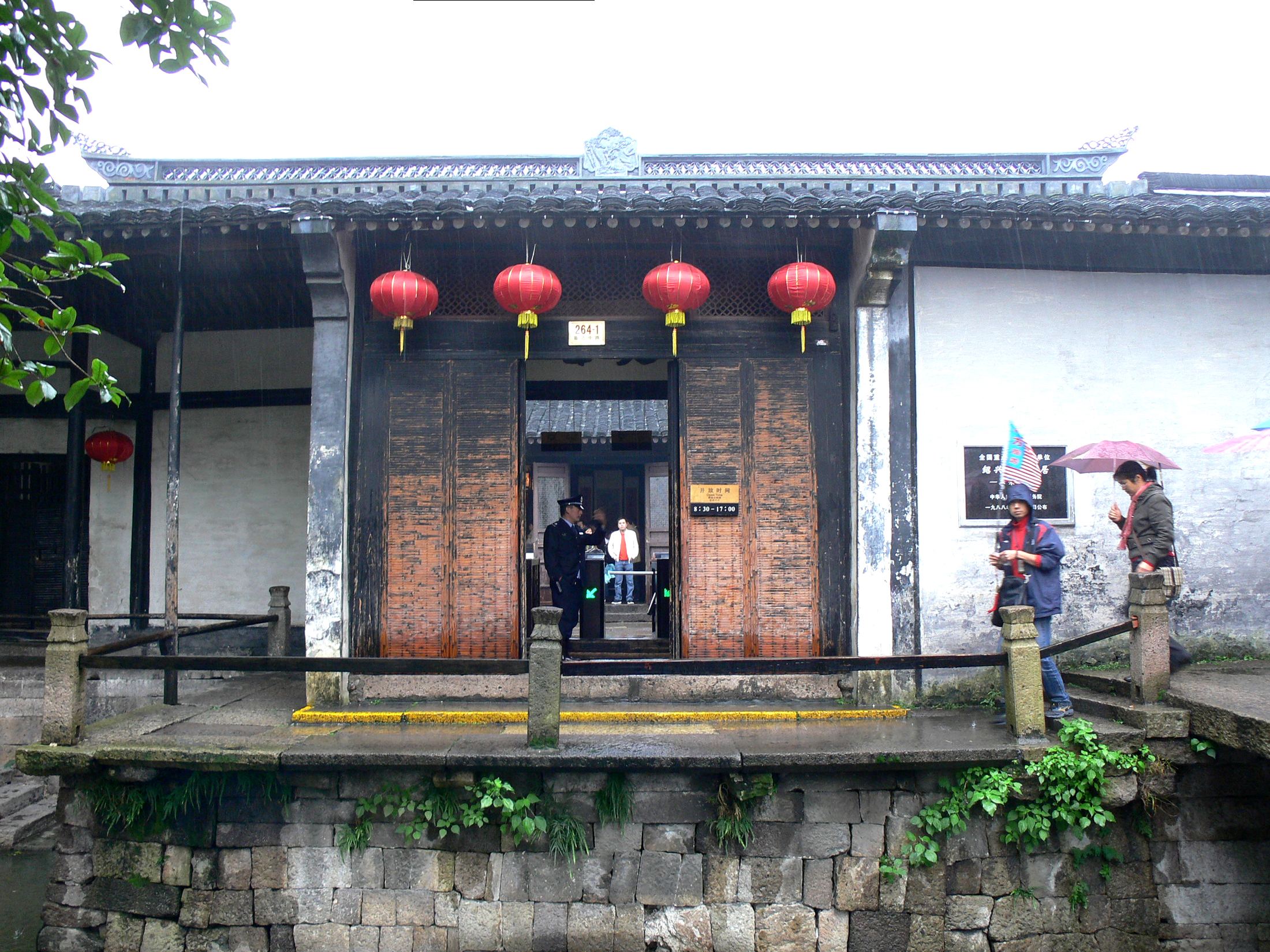
三味书屋
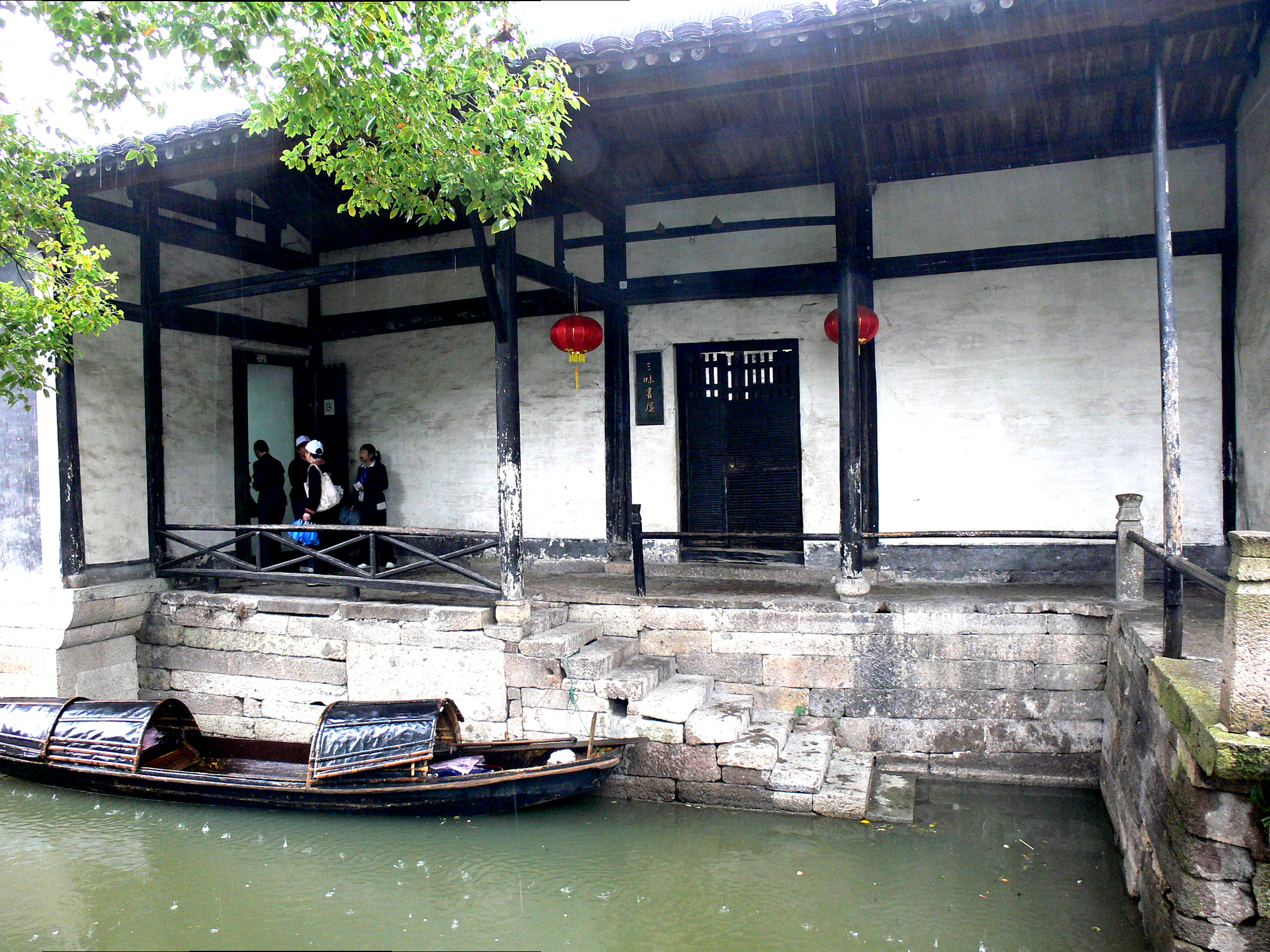
三味书屋
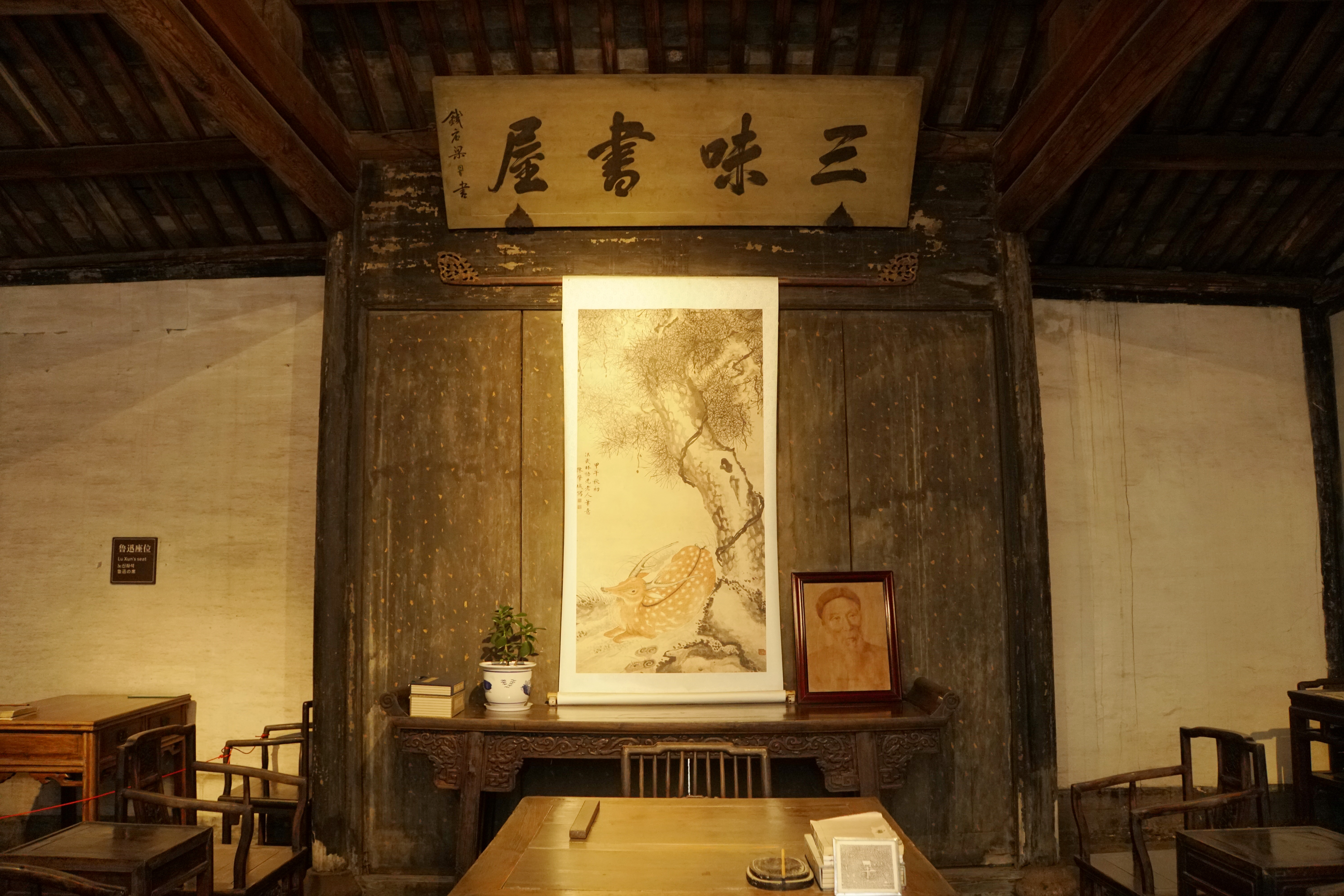
三味书屋内景，其中左下角为鲁迅座位的複製品
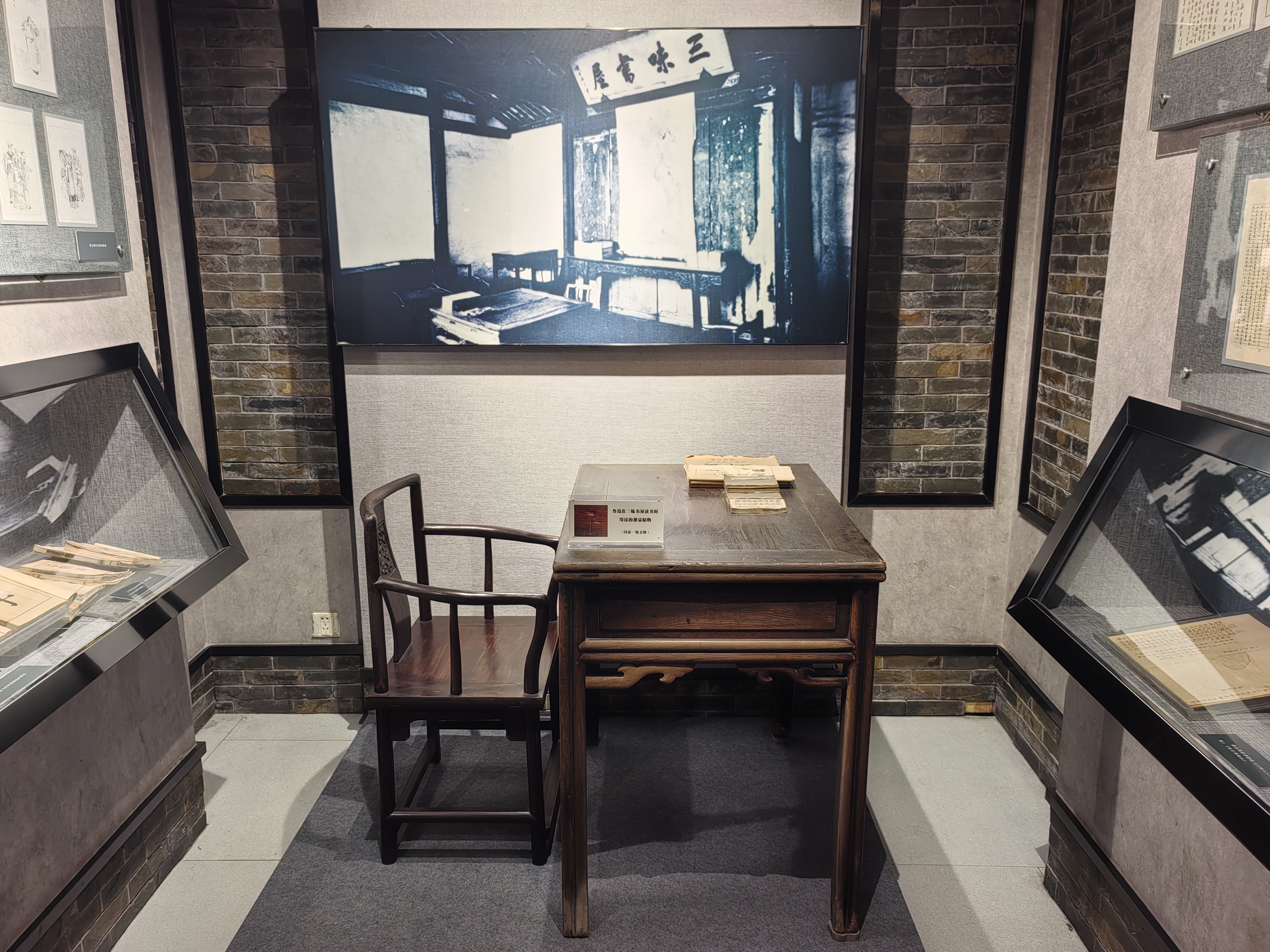
魯迅課桌原物，紹興魯迅紀念館藏
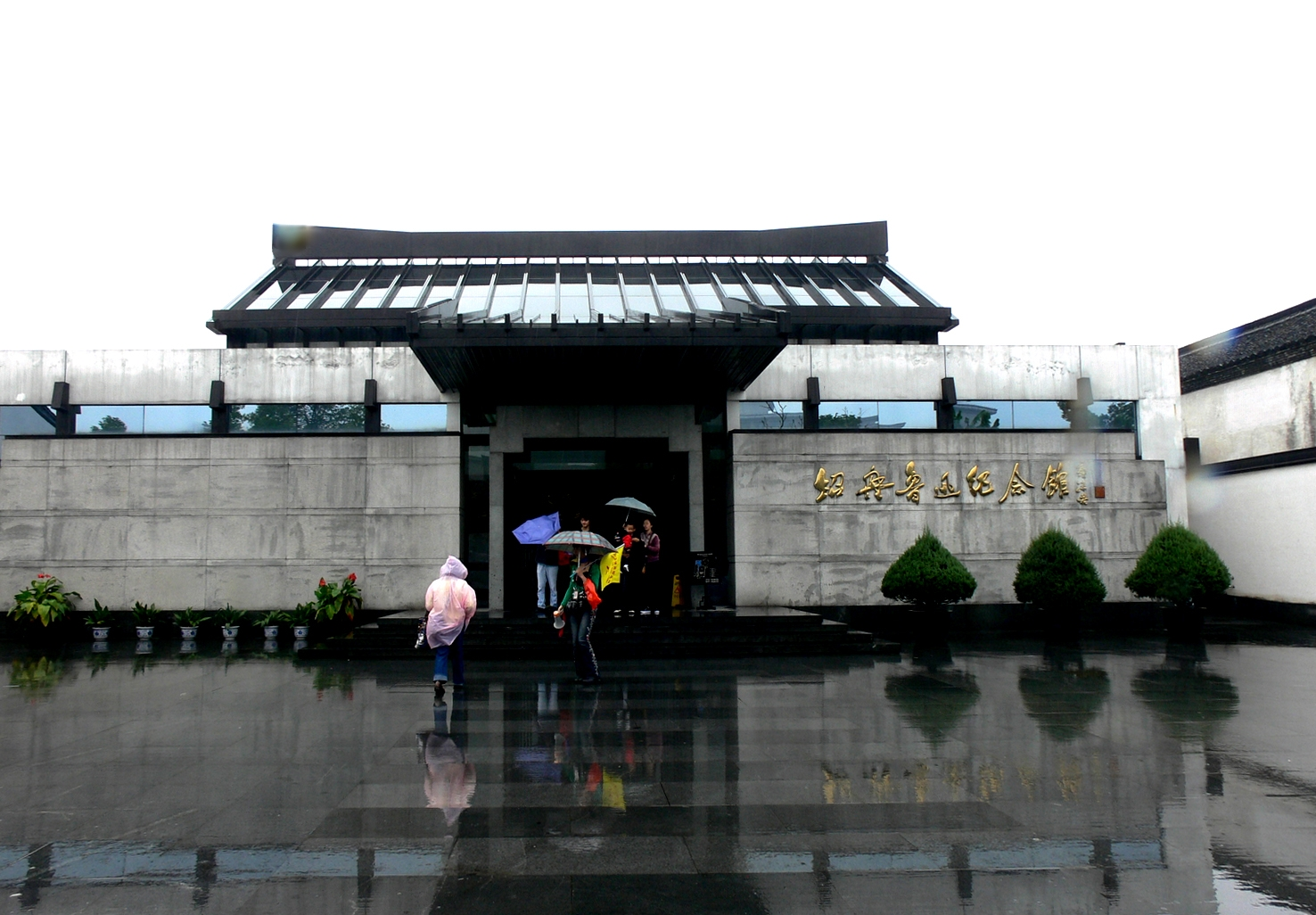
绍兴鲁迅纪念馆
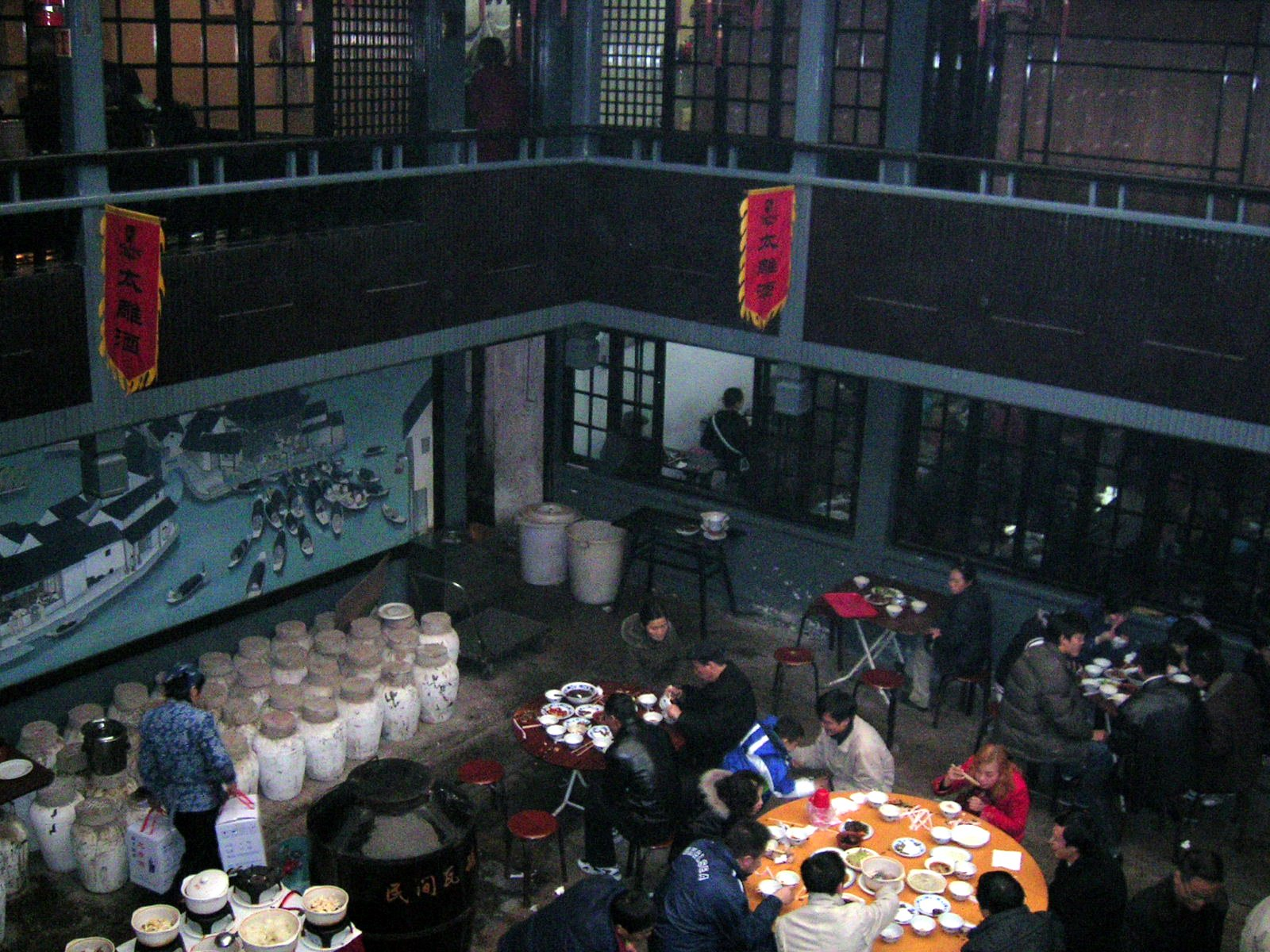
咸亨酒店